# 이면긍
이면긍(1753년 ~ 1812년)은 조선 후기의 문신이며, 본관은 전주, 자는 대림이다.

## 생애
정조 후반기에 문과에 급제하여 헌납, 정랑, 응교, 교리를 지냈고 동지서장관으로 중국에 다녀온 뒤에 당상관으로 승진하여 이조참의와 성균관대사성을 했다. 이후 토성첨사로 외직에 나갔다가 다시 내직에 들어와서 승지, 이조참의, 성균관대사성, 사간원대사간 등을 두루 거쳤다. 이후 영천군수로 발탁되면서 다시 외직에 나갔다가 다시 이조참의로 내직에 들어왔고 이후 승지, 이조참의를 계속하다가 강원도관찰사로 다시 외직에 나가게 된다. 그 뒤 다시 이조참의로 내직에 들어오고 승지를 지내다가 다시 사간원대사간에 발탁되었고 순조 즉위 이후에는 이조참판으로 승진한다. 이후 형조참의로 전직되었다가 충청도안핵사로 민정을 살핀 뒤에 정2품 반열에 올라서 형조판서가 되었고 호조판서로 산릉도감제조를 겸하다가 평안도관찰사로 다시 외직에 나갔다. 이후 한성부판윤이 되었다가 다시 평안도관찰사로 외직에 나갔으며 이후 다시 내직에 돌아와서 형조판서, 한성부판윤, 예조판서, 공조판서 등의 요직을 거쳤고 곧 사헌부대사헌에 발탁되었다. 이후 다시 이조판서로 입각을 했고 곧 병조판서로 옮겼다. 이후 다시 사헌부대사헌을 거쳐서 입각하면서 병조판서, 호조판서, 이조판서 등의 요직을 두루 거쳤고 다시 한성부판윤을 거쳐서 사헌부대사헌이 되었으며 대사헌으로 있다가 형조판서, 호조판서 등으로 다시 입각한 뒤 이조판서를 거쳐 의정부우참찬이 된 뒤에 별세하였다.